# Ulaş Tuna Astepe
Ulaş Tuna Astepe (* 5. Mai 1988 in Izmit) ist ein türkischer Schauspieler.

## Leben und Karriere
Astepe wurde am 5. Mai 1988 in İzmit geboren. Er besuchte die İstanbul Erkek Lisesi. Danach studierte Astepe an der Mimar Sinan Üniversitesi. Sein Debüt gab er 2012 in der Fernsehserie Karadayı. Danach war er 2015 in der Serie Analar ve Anneler dizisinde zu sehen. Anschließend wurde er für die Serie Rüya gecastet. Unter anderem trat er in der Serie Sen Anlat Karadeniz auf. Außerdem spielte Astepe in den Theaterstücken Bayrak, Babamın Cesetleri  und Leaves of Glass mit. Von 2021 bis 2022 hatte Astepe in Barbaroslar: Akdeniz'in Kılıcı die Hauptrolle. 2022 spielte er in der Serie Hayat Bugün die Hauptrolle.

## Filmografie (Auswahl)
Filme
- 2016: Körfez

Serien
- 2012–2015: Karadayı
- 2015: Analar ve Anneler
- 2017: Rüya
- 2018–2019: Sen Anlat Karadeniz
- 2021–2022: Barbaroslar: Akdeniz'in Kılıcı
- 2022: Hayat Bugün
- 2024: İlk ve Son
- 2025: Çift kişilik Oda

## Theater
- 2011: Bayrak
- 2012: Leaves of Glass
- 2013: Babamın Cesetleri